# Sanwa Denshi
Sanwa Denshi Corporation, Limited (三和電子, サンワでんし, Sanwa Denshi) est une société japonaise de matériel électronique et l'un des principaux producteurs de pièces détachées de bornes d'arcade : joysticks, boutons, monnayeurs, écrans, etc.